# Dánská Indie
Dánská Indie (dánsky Dansk Ostindien) je souhrnný termín pro bývalé dánské kolonie v Indii.
Mezi dánské kolonie patřilo město Trankebar, v dnešním indickém státě Tamilnádu, Serampore v Západním Bengálsku a Nikobarské ostrovy, které jsou dnes součástí indického svazového teritoria Andamanských a Nikobarských ostrovů.

## Historie

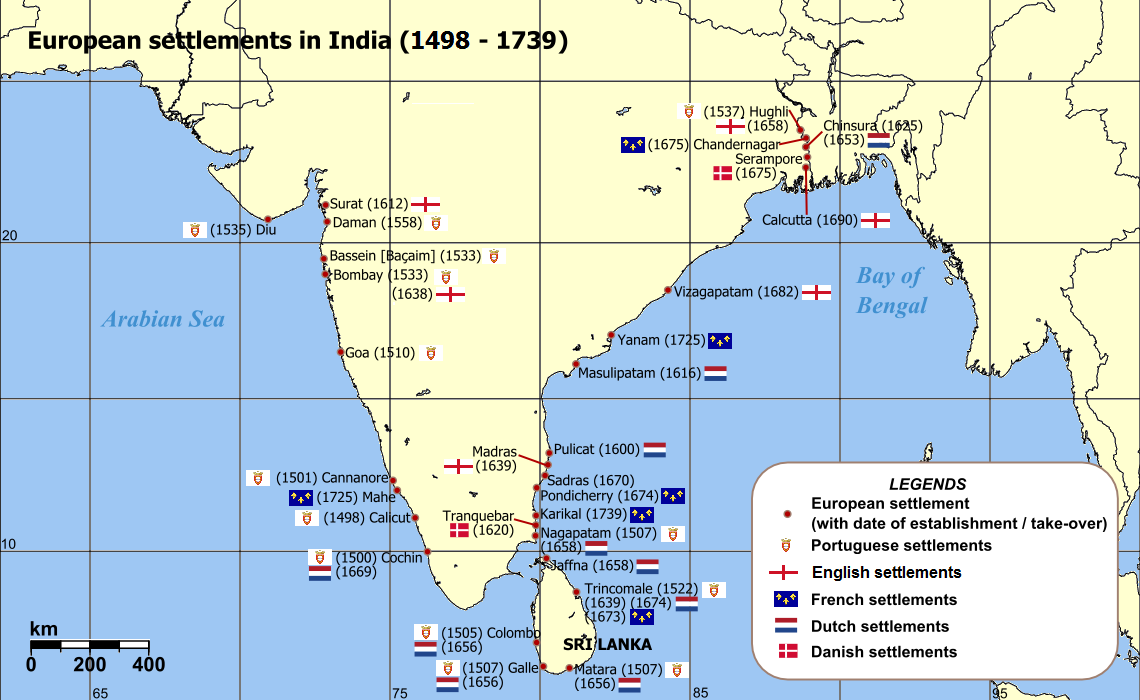
Evropské koloniální panství v Indii

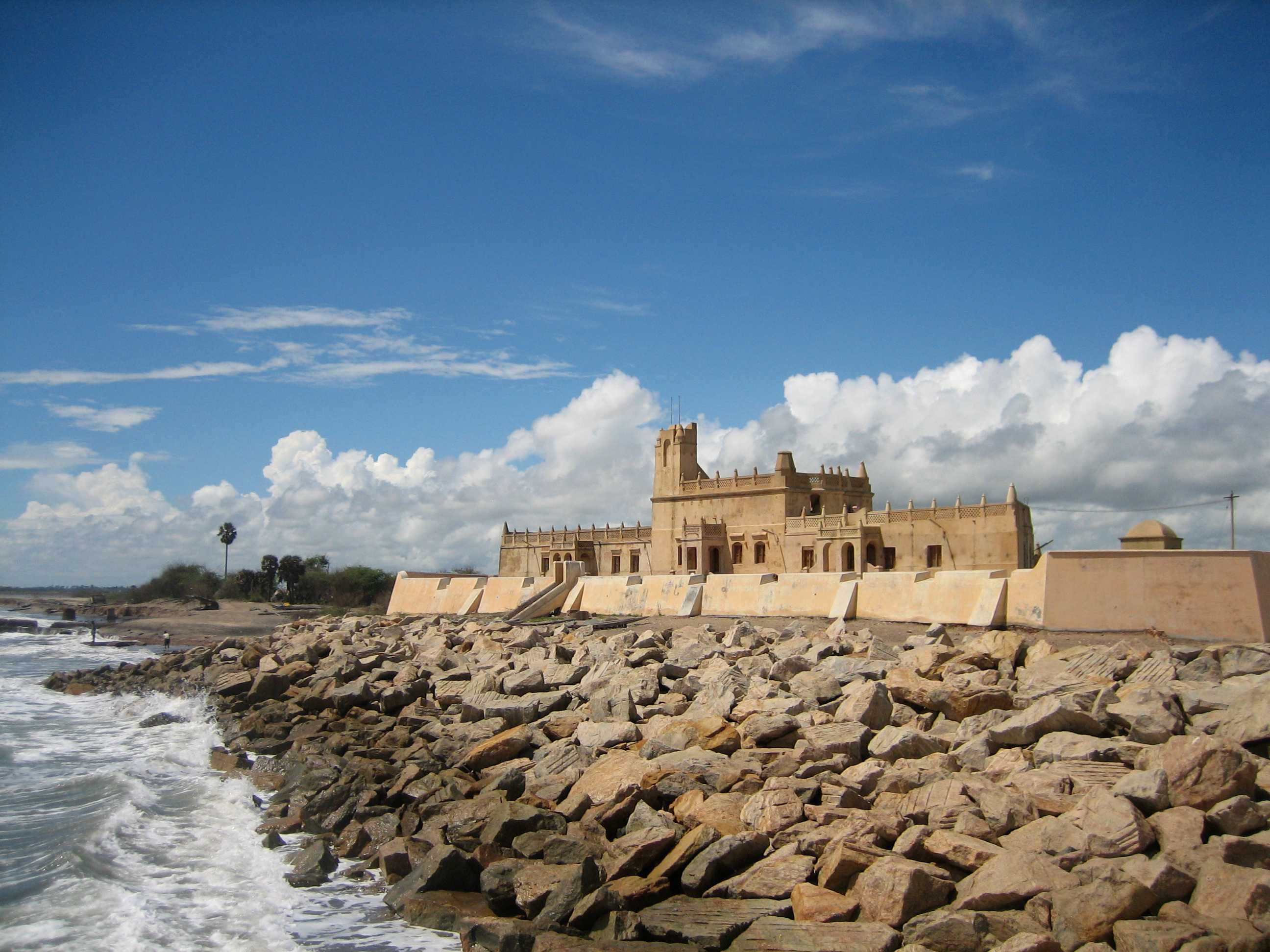
Pevnost Dansborg, centrum dánské moci v Indii

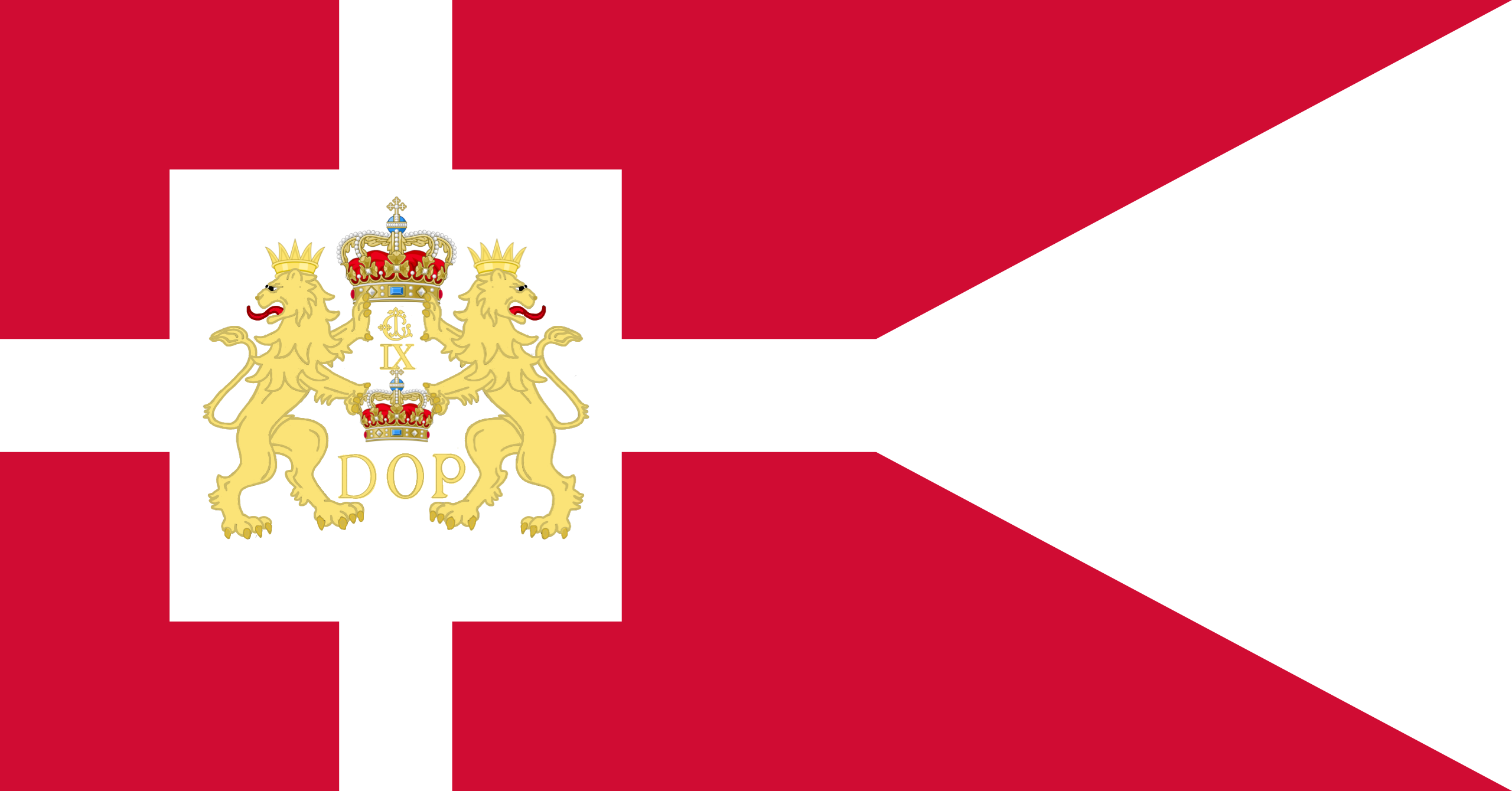
Koloniální obchodní vlajka Dánska

Dánské kolonie v Indii byly založeny dánskou Východoindickou společností, která existovala od 17. do 19. století. Hlavním správním střediskem dánských kolonií byla pevnost Dansborg, ve městě Trankebar, založená roku 1620.
Dánové založili několik menších základen, které kontrolovali z Trankebaru:
- 1696–1722, Oddeway Torre na Malabarském pobřeží
- 1698–1714, Dannemarksnagore v Gondalpaže, a jihovýchodně od Chandannagaru
- 1752–1791, Calicut
- 1755, Frederiksnagore, dnešní Seramphore v Západním Bengálsku
- 1754–1756, Nikobarské ostrovy – pod jménem Frederiksøerne
- 1763, Balasore, obsazené již v letech 1636–1643

V roce 1779 převzala dánská vláda kontrolu nad asijskými územími od dánské Východoindické společnosti a Dánská Indie se stala Dánskou královskou kolonií.
O deset let později převzali kontrolu na Andamanskými ostrovy Britové. Během napoleonských válek Britské námořnictvo útočilo na dánské lodě a přístavy a zruinovalo obchod dánské Východoindické společnosti. Od května 1801 až do srpna 1802 a znovu od roku 1808 do 20. září 1815 Britové okupovali Dansborg a Frederiksnagore. Dánské kolonie začaly upadat a Britové je nakonec převzali a připojili k Britské Indii; Serampore Británie odkoupila v roce 1839 a Tankebar a většinu menších osad v roce 1845 (11. října Frederiksnagore a 7. listopadu 1845 zbytek dánských kontinentálních držav) a 16. října 1869 odkoupila Velká Británie od Dánska všechna práva na Nikobarské ostrovy, které bylo od roku 1848 postupně dánskými osadníky opouštěné.